# 崔仁圭
崔仁圭（1919年3月9日—1961年12月21日）是大韩民国的政治人物，曾担任第4届韩国国会议员以及行政安全部長官。

## 生平

### 早年生活
1941年，崔仁圭從京城高等商業學校畢業，之後加入朝鮮生命保險株式會社（조선생명보험주식회사에），並一直工作至朝鮮日治時代終結。他还曾就读于私立延禧专门学校商科，1947年转学至纽约大学商学院，并于1949年毕业后返回韩国。

### 從政
1949年，他出任大韓交易公社（대한교역공사）业务部部长， 1950年，他以大韩民国政府贸易代表团代表的身份前往东南亚，隨後升任大韓交易公社董事长。随着大韓交易公社的解散，他又出任另一家贸易振興公司的总经理。 
1954年，他自由党候选人的身份參加韓國第三屆國會議員選舉，却被申翼熙击败。 1955年，在李起鹏的推荐下，崔仁圭出任联合国韩国复兴委员会驻纽约辦事處的韩方代表。同年，他代表韓國参加日内瓦会议。1956年出任外资厅廳长。
1958年，崔仁圭在韓國第四屆國會議員選舉中，再次以自由党候选人的身份競選并当选國會議員。9月，崔仁圭出任韓國交通部部長。
1959年3月，在李起鹏的推荐下，崔仁圭出任韓國内务部部长。期間由於崔仁圭的大意，他意外泄露了李起鹏下達的1960年3月大韓民國副總統選舉舞弊的命令，导致媒体和报纸曝光了此事。李起鹏由於通過舞弊手段当选韓國副總統，引发了全国范围内的冲突。崔仁圭下令镇压示威者和学生，指控他们为共产主义者並對他們刑訊逼供，导致多人死亡。崔仁圭也因此被视为引爆四·一九运动的重要人物之一。

### 死亡
1960年四·一九运动后，自由党政权垮台，崔仁圭因被指控是315不正选举的主谋而于同年5月3日被逮捕。1961年五一六軍事政變后，他被判处死刑，并于12月21日在首尔矯導所被绞死。